# Bombal
Bombal é uma comuna da província de Santa Fé, na Argentina.